# Dixella chapadensis
Dixella chapadensis är en tvåvingeart som först beskrevs av Lane 1939.  Dixella chapadensis ingår i släktet Dixella och familjen u-myggor. Inga underarter finns listade i Catalogue of Life.